# سوپرجام فوتبال ایتالیا ۱۹۹۱
سوپر جام فوتبال ایتالیا ۱۹۹۱ (انگلیسی: 1991 Supercoppa Italiana) چهارمین دورهٔ مسابقهٔ سوپر جام فوتبال ایتالیا بود که بین قهرمان سری آ و قهرمان جام حذفی فوتبال ایتالیا برگزار شد.
این دیدار در تاریخ ۲۴ اوت ۱۹۹۱ برگزار شد و سمپدوریا به مقام قهرمانی دست یافت.

## تیم‌ها
- سمپدوریا: قهرمان سری آ فصل ۹۱-۱۹۹۰
- آ. اس. رم: قهرمان جام حذفی ایتالیا فصل ۹۱-۱۹۹۰